# Priolo Gargallo
Pour les articles homonymes, voir Gargallo.
Priolo Gargallo est une commune italienne de la province de Syracuse, dans la région Sicile.

## Géographie
Commune littorale, elle se situe près de Syracuse.

## Économie
Priolo se situe au centre d'une région industrielle, accueillant deux raffineries, une cimenterie, une usine pétrochimique, une usine d'engrais de Montedison, une usine de magnésium, une centrale thermique de 640 mégawatts ouverte à la fin des années 1970 alors que l'installation d'une usine d'aniline par Montedison est contestée.
La pollution a affaibli les ressources halieutiques et provoquée des troubles respiratoires et intestinaux parmi la population. Le gouvernement régional décrète en 1976 l'interdiction de toute nouvelle construction dans le secteur et un déplacement progressif des habitants qui est aussitôt abandonné. 
En 1981, après plusieurs retards, ouvre l'usine Icam (usine commune Anic-Montedison). Assesseur régional au territoire, le démocrate chrétien Mario Fasino, refuse d'accorder un permis de rejets en mer dépassant les normes légales, obligeant l'usine à revoir sa demande. Un purificteur d'air est financé par la Région et la Cassa del Mezzogiorno. Moins rentable que prévu, l'usine est cédée par Montedison à Enichem, qui y produit 50 000 tonnes par mois d'éthylène, de propylène et d'autres dérivés destinées aux usines de Gela et Brindisi et emploie 500 personnes. Le 19 mai 1985 peu avant minuit,, est en proie à un puissant incendie. Les cinq explosions sont ressentis jusqu'à Catane, les flammes visibles jusqu'à Taormine. Une femme, sœur de l'ancien président de la Région, Santi Nicita, meurt de peur, six ouvriers sont blessés. Les habitants de Priolo fuient en quelques heures, et la préfecture évacue par précaution le village voisin de Melilli.  

## Administration
| Période                                  | Période | Identité | Étiquette | Qualité |
| ---------------------------------------- | ------- | -------- | --------- | ------- |
|                                          |         |          |           |         |
| Les données manquantes sont à compléter. |         |          |           |         |

### Hameaux
aucun

### Communes limitrophes
Melilli, Syracuse, Solarino, Sortino.